# واچاگان هارویان
واچاگان وارازداتی هارویان (ارمنی: Վաչագան Վարազդատի Հարոյան؛ زادهٔ ۲ ژوئن ۱۹۴۰) یک سیاستمدار اهل ارمنستان است که از تاریخ ۱۹۹۰ تا تاریخ ۱۹۹۹ سمت نمایندگی دوره‌های اول شورای عالی جمهوری ارمنستان و اول مجلس ملی جمهوری ارمنستان را برعهده داشت.

## زندگی‌نامه
در 	۲ ژوئن ۱۹۴۰ در روستای آرگ به دنیا آمد و از دانشگاه ملی پلی‌تکنیک ارمنستان فارغ‌التحصیل شد. 

## یادداشت
1. ↑  Արեգ